# Homoranthus wilhelmii
Homoranthus wilhelmii är en myrtenväxtart som först beskrevs av Ferdinand von Mueller, och fick sitt nu gällande namn av Edwin Cheel. Homoranthus wilhelmii ingår i släktet Homoranthus och familjen myrtenväxter.
Artens utbredningsområde är Sydaustralien. Inga underarter finns listade i Catalogue of Life.